# Fabricio Bustos
Fabricio Tomás Bustos Sein (Ucacha, 28 de abril de 1996) es un futbolista argentino que se desempeña como lateral derecho en el Club Atlético River Plate de la Primera División de Argentina.

## Trayectoria

### Inicios
Comenzó a jugar sus primeros años en el Club Jorge Newbery de Ucacha, su ciudad natal. De ahí, con 11 años de edad, fue a probarse directamente al Club Atlético Independiente.

### C. A. Independiente
Llegó al club en el 2008, luego de realizar una prueba en su provincia natal.

“Llegué por Enrique Borrelli, que me vio en una prueba con chicos más grandes. Me vieron en Monte Maíz, de parte de Mariano Genase, y ahora estoy en la pensión. Vine acá, me hicieron la prueba y quedé. Antes de Pre-Novena me vine, estuve en la pensión y no me dejaron quedarme, así que venía cada mes. Al siguiente año me vine a Pre-Novena a jugar.”
Recuerdo de sus primeros días en el Club.

Debutó en Primera el 5 de diciembre de 2016 en la victoria de Independiente por 1 a 0 frente a River Plate, bajo la dirección técnica de Gabriel Milito. Con la llegada de Ariel Holan, el club potenció a varios jugadores jóvenes surgidos de las divisiones inferiores. A partir de allí disputó los 18 partidos restantes del campeonato como titular y en ninguna ocasión fue reemplazado. Con el club llegaría a ganar la Copa Sudamericana de 2017 y la Copa Suruga Bank al año siguiente.

### Internacional
En enero de 2022 rescindió su contrato con Independiente y fue fichado por S.C. Internacional por un monto cercano a 1.300.000 de reales como resarcimiento para Independiente.

### C. A. River Plate
El 11 de agosto de 2024, Bustos firmó un contrato con el Club Atlético River Plate hasta diciembre de 2027, por un monto de $5.400.000 de dólares.

## Selección nacional
Bustos integró la selección argentina sub-17 que se coronó campeona del Campeonato Sudamericano Sub-17 de 2013, disputando 7 partidos.
El 27 de agosto de 2017 fue convocado a la selección argentina para afrontar los encuentros por las eliminatorias rumbo a Rusia 2018 contra Uruguay y Venezuela. En marzo de 2018 fue convocado nuevamente por el entrenador argentino Jorge Sampaoli para disputar los amistosos contra Italia y España en preparación para el próximo mundial. Bustos debutó con la selección mayor como titular en la victoria de Argentina por 2-0 contra Italia el 23 de marzo de 2018. Fue reemplazado por Gabriel Mercado a falta de 4 minutos para que termine el partido. También fue titular el 27 de marzo de 2018 en Madrid, donde la Argentina fue goleada 6 a 1 por España.

## Estadísticas

### Clubes
Actualizado de acuerdo al último partido jugado el 27 de mayo de 2025.
| Club                          | Div.          | Temporada     | Liga  | Liga  | Liga   | Estatal | Estatal | Estatal | Copas Nacionales | Copas Nacionales | Copas Nacionales | Torneos Internacionales | Torneos Internacionales | Torneos Internacionales | Total | Total | Total  |
| Club                          | Div.          | Temporada     | Part. | Goles | Asist. | Part.   | Goles   | Asist.  | Part.            | Goles            | Asist.           | Part.                   | Goles                   | Asist.                  | Part. | Goles | Asist. |
| ----------------------------- | ------------- | ------------- | ----- | ----- | ------ | ------- | ------- | ------- | ---------------- | ---------------- | ---------------- | ----------------------- | ----------------------- | ----------------------- | ----- | ----- | ------ |
| C. A. Independiente Argentina | 1.ª           | 2016-17       | 19    | 1     | 0      | —       | —       | —       | —                | —                | —                | 2                       | 0                       | 0                       | 21    | 1     | 0      |
| C. A. Independiente Argentina | 1.ª           | 2017-18       | 14    | 2     | 2      | —       | —       | —       | —                | —                | —                | 17                      | 0                       | 1                       | 31    | 2     | 3      |
| C. A. Independiente Argentina | 1.ª           | 2018-19       | 22    | 0     | 3      | —       | —       | —       | 2                | 0                | 0                | 9                       | 0                       | 1                       | 33    | 0     | 4      |
| C. A. Independiente Argentina | 1.ª           | 2019-20       | 22    | 0     | 3      | —       | —       | —       | 13               | 0                | 2                | 12                      | 0                       | 1                       | 47    | 0     | 6      |
| C. A. Independiente Argentina | 1.ª           | 2021          | 23    | 1     | 2      | —       | —       | —       | 13               | 1                | 1                | 8                       | 0                       | 1                       | 44    | 2     | 4      |
| C. A. Independiente Argentina | Total club    | Total club    | 100   | 4     | 10     | 0       | 0       | 0       | 28               | 1                | 3                | 48                      | 0                       | 4                       | 176   | 5     | 17     |
| S. C. Internacional · Brasil  | 1.ª           | 2022          | 31    | 2     | 3      | 5       | 0       | 1       | 1                | 0                | 0                | 9                       | 0                       | 2                       | 46    | 2     | 6      |
| S. C. Internacional · Brasil  | 1.ª           | 2023          | 29    | 3     | 3      | 13      | 0       | 1       | 1                | 0                | 0                | 7                       | 0                       | 0                       | 50    | 3     | 4      |
| S. C. Internacional · Brasil  | 1.ª           | 2024          | 11    | 1     | 1      | 13      | 0       | 1       | 4                | 0                | 1                | 8                       | 0                       | 0                       | 36    | 1     | 3      |
| S. C. Internacional · Brasil  | Total club    | Total club    | 71    | 6     | 7      | 31      | 0       | 3       | 6                | 0                | 1                | 24                      | 0                       | 2                       | 132   | 6     | 13     |
| C. A. River Plate Argentina   | 1.ª           | 2024          | 15    | 0     | 0      | —       | —       | —       | —                | —                | —                | 6                       | 0                       | 0                       | 21    | 0     | 0      |
| C. A. River Plate Argentina   | 1.ª           | 2025          | 10    | 0     | 0      | —       | —       | —       | 1                | 0                | 0                | 4                       | 0                       | 1                       | 15    | 0     | 1      |
| C. A. River Plate Argentina   | Total club    | Total club    | 25    | 0     | 0      | 0       | 0       | 0       | 1                | 0                | 0                | 10                      | 0                       | 1                       | 36    | 0     | 1      |
| Total carrera                 | Total carrera | Total carrera | 196   | 10    | 17     | 31      | 0       | 3       | 35               | 1                | 4                | 82                      | 0                       | 7                       | 344   | 11    | 31     |
| 1. 2. 3.                      |               |               |       |       |        |         |         |         |                  |                  |                  |                         |                         |                         |       |       |        |

### Selección nacional
| Selección          | Año               | Amistosos | Amistosos | Amistosos | Eliminatorias | Eliminatorias | Eliminatorias | Copa América | Copa América | Copa América | Mundial | Mundial | Mundial | Total | Total | Total  |
| Selección          | Año               | Part.     | Goles     | Asist.    | Part.         | Goles         | Asist.        | Part.        | Goles        | Asist.       | Part.   | Goles   | Asist.  | Part. | Goles | Asist. |
| ------------------ | ----------------- | --------- | --------- | --------- | ------------- | ------------- | ------------- | ------------ | ------------ | ------------ | ------- | ------- | ------- | ----- | ----- | ------ |
| Absoluta Argentina | 2018              | 4         | —         | —         | —             | —             | —             | —            | —            | —            | —       | —       | —       | 4     | 0     | 0      |
| Total selecciones  | Total selecciones | 4         | 0         | 0         | 0             | 0             | 0             | 0            | 0            | 0            | 0       | 0       | 0       | 4     | 0     | 0      |

## Palmarés

### Campeonatos internacionales
| Título                         | Equipo              | Sede           | Año  |
| ------------------------------ | ------------------- | -------------- | ---- |
| Campeonato Sudamericano Sub-17 | Argentina           | Argentina      | 2013 |
| Copa Sudamericana              | C. A. Independiente | Río de Janeiro | 2017 |
| Copa Suruga Bank               | C. A. Independiente | Osaka          | 2018 |